# Выборы в Псковское областное Собрание депутатов (2007)
Выборы депутатов Псковского областного Собрания депутатов состоялись в Псковской области 11 марта 2007 года в единый день голосования, одновременно с выборами депутатов представительных органов власти в муниципалитетах, городских и сельских поселениях. Депутатский корпус четвёртого созыва был сформирован по смешанной избирательной системе. Впервые 50 % было избрано по партийным спискам (пропорциональная система), ещё 50 % — по одномандатным округам (мажоритарная система). Количество депутатов увеличилось с 33 до 44. Срок полномочий созыва — пять лет.
В Избирательном кодексе Псковской области появилась норма о создании общеобластной части списка и региональных групп, соответствующих одномандатным избирательным округам. Право участвовать в распределении депутатских мандатов получили избирательные объединения, преодолевшие 7-процентный барьер. Выборы впервые прошли без графы «против всех», отменённой в июле 2006 года. По данным на 1 января 2007 года в Псковской области было зарегистрировано 590 002 избирателей.

## Подготовка
В ноябре 2006 года областное Собрание третьего созыва утвердило скорректированную схему одномандатных избирательных округов и изменения Избирательного кодекса, согласно которым списки от партии включают 71 кандидата — по три в 22 региональных группах и пять в общеобластной части списка.

## Участники

### Выборы по партийным спискам
Избирательная комиссия зарегистрировала списки семи партий: «Единой России», КПРФ, ЛДПР, «Справедливой России», «Патриотов России», ДПР и «Социалистической единой партии». СПС и «Яблоко» получили отказ в регистрации. Предельные суммы расходов из средств избирательного фонда кандидата-одномандатника в эту кампанию составили — 2,5 млн рублей, избирательного объединения — 30 млн рублей. Размер избирательного залога составил 15 процентов от установленного размера расходования средств избирательного фонда. Представленные в Государственной Думе партии — «Единая Россия», КПРФ, ЛДПР и Справедливая Россия (избирательный блок «Родина») — были освобождены от внесения избирательного залога и сбора подписей.
| 1                                                                                                | Единая Россия                         | Алексей Сигуткин • Михаил Хоронен • Дмитрий Аленичев  | 22 | 71 | зарегистрирован                                                    |
| 2                                                                                                | ЛДПР                                  | Александр Христофоров • Нина Черемисина • Юрий Чернов | 22 | 61 | зарегистрирован                                                    |
| 3                                                                                                | Справедливая Россия                   | Михаил Брячак • Виктор Митропольский • Татьяна Ешина  | 22 | 69 | зарегистрирован                                                    |
| 4                                                                                                | Патриоты России                       | Виктор Асадчий • Юрий Сорокин • Николай Егоров        | 22 | 54 | зарегистрирован                                                    |
| 5                                                                                                | Демократическая партия России         | Виктор Фролов • Роман Синельников • Любовь Николаева  | 22 | 37 | зарегистрирован                                                    |
| 6                                                                                                | Социалистическая единая партия России | Александр Палагин • Владимир Рябов • Михаил Трус      | 22 | 45 | зарегистрирован                                                    |
| 7                                                                                                | КПРФ                                  | Сергей Гоголев • Анатолий Копосов • Виктор Иванов     | 22 | 56 | зарегистрирован                                                    |
| —                                                                                                | Яблоко                                | Иван Лысковец • Лев Шлосберг                          | -  | -  | отказано в регистрации (не представлены документы для регистрации) |
| —                                                                                                | Союз правых сил                       | Никита Белых • Анатолий Тиханов • Александр Прокофьев | -  | -  | отказано в регистрации (сняты с регистрации кандидаты из 2 групп)  |
| *Региональная группа соответствует одномандатному округу и должна включать от 1 до 3 кандидатов. |                                       |                                                       |    |    |                                                                    |
| **Общее число включённых в единый список кандидатов не может превышать 71 человек.               |                                       |                                                       |    |    |                                                                    |

### Выборы по округам
На мандаты в 22-х округах претендовали 100 человек. Списки кандидатов, выдвинутых для баллотирования по мажоритарной системе, в избирком представили 7 из 9 партий, участвующих в выборах: «Единая Россия» (зарегистрированы 22 кандидата), КПРФ (зарегистрированы 20 кандидатов), «Справедливая Россия» (зарегистрированы 14 из 17 кандидатов), ЛДПР (зарегистрированы все 15 кандидатов), «Патриоты России» (зарегистрированы 3 из 14 кандидатов), «Яблоко» (зарегистрированы 11 из 19 кандидатов) и СПС (зарегистрирован 1 кандидат). «Демократическая партия России» и «Социалистическая единая партия России» ограничились лишь партийными списками. Также документы подали 22 самовыдвиженца, однако регистрацию прошли лишь 14 из них, в трёх случаях причиной отказа стало недостаточное количество достоверных подписей.
Самая большая конкуренция была отмечена в округе № 13 (город Остров и Островский район), где для участия в выборах заявились 7 кандидатов, включая двух самовыдвиженцев. Минимальное количество кандидатов — по три человека — было в округе № 1 (центр города Пскова) и округе № 22 (Невельский и Усвятский район).
| 1                                                      | частично Псков | 27 989 |
| 2                                                      | частично Псков | 28 839 |
| 3                                                      | частично Псков | 27 110 |
| 4                                                      | частично Псков | 27 221 |
| 5                                                      | частично Псков | 26 056 |
| 6                                                      | частично Псков | 20 418 |
| 7                                                      | частично Великие Луки | 28 541 |
| 8                                                      | частично Великие Луки | 28 122 |
| 9                                                      | частично Великие Луки | 28 439 |
| 10                                                     | Псковский район | 28 597 |
| 11                                                     | Палкинский район, Печорский район | 26 686 |
| 12                                                     | Дедовичский район, Дновский район | 26 843 |
| 13                                                     | частично Островский район (город Остров, Бережанская волость, Волковская волость, Горайская волость, Рубиловская волость, Синерецкая волость)                              | 26 908 |
| 14                                                     | Бежаницкий район, Новоржевский район, частично Островский район (Воронцовская волость, Городищенская волость, Шиковская волость)                                           | 26 670 |
| 15                                                     | Красногородский район, Пушкиногорский район, Пыталовский район | 27 403 |
| 16                                                     | Опочецкий район, Пустошкинский район | 26 598 |
| 17                                                     | частично Великолукский район (Черпесская волость, остальные в округе № 18), Локнянский район, Новосокольнический район                                                     | 23 828 |
| 18                                                     | частично Великолукский район (все волости, кроме Черпесской — округ № 17), Куньинский район                                                                                | 27 243 |
| 19                                                     | Гдовский район, частично Плюсский район (Лядская волость), частично Струго-Красненский район (все волости, кроме Хрединской — округ № 20)                                  | 25 437 |
| 20                                                     | частично Плюсский район (все волости, кроме Лядской — округ № 19), Порховский район, частично Струго-Красненский район (Хрединская волость, остальные в округе № 19)       | 28 509 |
| 21                                                     | частично Невельский район (Лобковская волость, Новохованская волость, Плисская волость, Трехалёвская волость, Туричинская волость, Усть-Долысская волость) Себежский район | 23 387 |
| 22                                                     | частично Невельский район (город Невель, Артёмовская волость, Голубоозерская волость, Ивановская волость, Леховская волость), Усвятский район                              | 23 581 |
| *Число избирателей, учтённых в принятой схеме округов. | |        |

## Итоги

### Результаты по спискам
| Партия                                     | Партия                                     | Общеобластная часть списка                            | Голоса  | % голосов | Мест по списку |
| ------------------------------------------ | ------------------------------------------ | ----------------------------------------------------- | ------- | --------- | -------------- |
|                                            | Единая Россия                              | Алексей Сигуткин • Михаил Хоронен • Дмитрий Аленичев  | 110 406 | 45,42 %   | 11             |
|                                            | КПРФ                                       | Сергей Гоголев • Анатолий Копосов • Виктор Иванов     | 47 298  | 19,46 %   | 5              |
|                                            | Справедливая Россия                        | Михаил Брячак • Виктор Митропольский • Татьяна Ешина  | 38 109  | 15,68 %   | 4              |
|                                            | ЛДПР                                       | Александр Христофоров • Нина Черемисина • Юрий Чернов | 20 456  | 8,41 %    | 2              |
| Партии, не преодолевшие барьер в 7 %:      |                                            |                                                       |         |           |                |
|                                            | Патриоты России                            | Виктор Асадчий • Юрий Сорокин • Николай Егоров        | 10 170  | 4,18 %    | 0              |
|                                            | Социалистическая единая партия России      | Александр Палагин • Владимир Рябов • Михаил Трус      | 2 220   | 0,91 %    | 0              |
|                                            | Демократическая партия России              | Виктор Фролов • Роман Синельников • Любовь Николаева  | 2 062   | 0,85 %    | 0              |
| Всего голосов (действительных бюллетеней): | Всего голосов (действительных бюллетеней): | Всего голосов (действительных бюллетеней):            | 230 721 |           |                |
| Недействительных бюллетеней:               | Недействительных бюллетеней:               | Недействительных бюллетеней:                          | 12 376  |           |                |

По итогам выборов в областное Собрание четвёртого созыва были избраны представители пяти партий и один самовыдвиженец. Абсолютное большинство получила партия «Единая Россия»: 18 из 29 мандатов в округах, ещё 11 по партийным спискам (45,42 % голосов), КПРФ — 5 мандатов по спискам (19,46 %), «Справедливая Россия» — 1 мандат в округе и 4 по спискам (15,68 %), ЛДПР — 1 мандат в округе и 2 по спискам (8,41 %). «Патриоты России» (4,18 %), «Социалистическая единая партия России» (0,91 %) и «Демократическая партия России» (0,85 %) не прошли 7-процентный барьер. Кандидат от СПС одержал победу в одномандатном округе в границах города Пскова.

#### Избраны по спискам
| Партия                | №  | Список (№ в списке)          | ФИО депутата                    |
| --------------------- | -- | ---------------------------- | ------------------------------- |
| "Единая Россия        | 1  | Общеобластная часть (3)      | Аленичев Дмитрий Анатольевич    |
| "Единая Россия        | 2  | Общеобластная часть (5)      | Каленский Валентин Григорьевич  |
| "Единая Россия        | 3  | Региональная группа № 10 (2) | Братчиков Александр Николаевич  |
| "Единая Россия        | 4  | Региональная группа № 11 (1) | Гавунас Михаил Савельевич       |
| "Единая Россия        | 5  | Региональная группа № 12 (1) | Турчак Андрей Анатольевич       |
| "Единая Россия        | 6  | Региональная группа № 14 (2) | Пайст Александр Кириллович      |
| "Единая Россия        | 7  | Региональная группа № 15 (1) | Кузнецов Сергей Анатольевич     |
| "Единая Россия        | 8  | Региональная группа № 16 (2) | Гизбрехт Александр Петрович     |
| "Единая Россия        | 9  | Региональная группа № 18 (2) | Деменок Наталья Валерьевна      |
| "Единая Россия        | 10 | Региональная группа № 20 (1) | Гнездов Иван Владимирович       |
| "Единая Россия        | 11 | Региональная группа № 22 (2) | Брохман Юрий Рафаилович         |
| КПРФ                  | 1  | Общеобластная часть (1)      | Гоголев Сергей Тихонович        |
| КПРФ                  | 2  | Общеобластная часть (2)      | Копосов Анатолий Петрович       |
| КПРФ                  | 3  | Общеобластная часть (3)      | Иванов Виктор Васильевич        |
| КПРФ                  | 4  | Региональная группа № 7 (1)  | Мурылёв Аркадий Анатольевич     |
| КПРФ                  | 5  | Региональная группа № 11 (1) | Рогов Александр Анатольевич     |
| «Справедливая Россия» | 1  | Общеобластная часть (1)      | Брячак Михаил Васильевич        |
| «Справедливая Россия» | 2  | Общеобластная часть (2)      | Митропольский Виктор Георгиевич |
| «Справедливая Россия» | 3  | Общеобластная часть (3)      | Ешина Татьяна Сергеевна         |
| «Справедливая Россия» | 4  | Общеобластная часть (4)      | Смирнов Игорь Евгеньевич        |
| ЛДПР                  | 1  | Общеобластная часть (3)      | Чернов Юрий Васильевич          |
| ЛДПР                  | 2  | Общеобластная часть (4)      | Бобалев Василий Андреевич       |

### Результаты по одномандатным округам и единому округу
По данным протоколов Избирательной комиссии на момент окончания голосования число избирателей, включённых в списки, составило 592 731 человек. В выборах приняло участие 243 479 или 41,08 % жителей Псковской области, 12 376 бюллетеней оказались недействительны.
| Результат по одномандатным округам | Результат по одномандатным округам | Результат по одномандатным округам | Результат по одномандатным округам | Результат по одномандатным округам | Результат по единому округу | Результат по единому округу | Результат по единому округу | Результат по единому округу |
| № округа                           | Депутат                            | Партия                             | Число голосов                      | % голосов                          | ЕР                          | ЛДПР                        | СР                          | КПРФ                        |
| ---------------------------------- | ---------------------------------- | ---------------------------------- | ---------------------------------- | ---------------------------------- | --------------------------- | --------------------------- | --------------------------- | --------------------------- |
| 1                                  | Почернин Виктор Иванович           | «Единая Россия»                    | 4170                               | 47,98 %                            | 35,97 %                     | 7,13 %                      | 14,45 %                     | 29,26 %                     |
| 2                                  | Хритоненков Дмитрий Константинович | «Единая Россия»                    | 3284                               | 35,34 %                            | 37,74 %                     | 7,27 %                      | 12,13 %                     | 29,48 %                     |
| 3                                  | Севастьянов Алексей Анатольевич    | «Единая Россия»                    | 4227                               | 47,12 %                            | 47,02 %                     | 6,95 %                      | 12,59 %                     | 19,69 %                     |
| 4                                  | Тиханов Анатолий Владимирович      | «Союз правых сил»                  | 3032                               | 29,90 %                            | 39,14 %                     | 8,70 %                      | 13,43 %                     | 23,45 %                     |
| 5                                  | Никифорова Лилия Анатольевна       | «Справедливая Россия»              | 2964                               | 31,81 %                            | 37,77 %                     | 5,96 %                      | 16,74 %                     | 23,28 %                     |
| 6                                  | Савицкий Игорь Николаевич          | «Единая Россия»                    | 4326                               | 47,27 %                            | 40,09 %                     | 6,65 %                      | 14,25 %                     | 24,67 %                     |
| 7                                  | Матвеев Дмитрий Викторович         | «Единая Россия»                    | 3942                               | 33,13 %                            | 35,59 %                     | 7,72 %                      | 17,13 %                     | 27,78 %                     |
| 8                                  | Каракаев Борис Николаевич          | «Единая Россия»                    | 4461                               | 38,38 %                            | 36,40 %                     | 6,51 %                      | 16,67 %                     | 25,51 %                     |
| 9                                  | Игнатенкова Татьяна Петровна       | «Единая Россия»                    | 3445                               | 32,89 %                            | 35,28 %                     | 8,04 %                      | 18,47 %                     | 23,38 %                     |
| 10                                 | Яников Владимир Николаевич         | «Единая Россия»                    | 5576                               | 45,54 %                            | 55,84 %                     | 9,31 %                      | 11,42 %                     | 13,37 %                     |
| 11                                 | Печникова Вера Николаевна          | «Единая Россия»                    | 6461                               | 47,61 %                            | 53,08 %                     | 5,08 %                      | 13,10 %                     | 22,12 %                     |
| 12                                 | Рузевич Анатолий Петрович          | «Единая Россия»                    | 4918                               | 43,99 %                            | 51,78 %                     | 10,03 %                     | 15,76 %                     | 13,52 %                     |
| 13                                 | Иванов Михаил Петрович             | «Единая Россия»                    | 3225                               | 30,00 %                            | 41,45 %                     | 10,96 %                     | 20,53 %                     | 15,95 %                     |
| 14                                 | Антонов Виктор Васильевич          | «Единая Россия»                    | 8653                               | 68,94 %                            | 56,34 %                     | 7,11 %                      | 16,15 %                     | 12,77 %                     |
| 15                                 | Бибикова Елена Васильевна          | «Единая Россия»                    | 8096                               | 64,42 %                            | 48,69 %                     | 9,07 %                      | 15,19 %                     | 18,74 %                     |
| 16                                 | Полозов Борис Геннадьевич          | «Единая Россия»                    | 5990                               | 50,89 %                            | 46,85 %                     | 6,90 %                      | 18,01 %                     | 19,21 %                     |
| 17                                 | Лебедев Александр Анатольевич      | «Единая Россия»                    | 4436                               | 41,66 %                            | 42,81 %                     | 10,20 %                     | 18,27 %                     | 13,67 %                     |
| 18                                 | Фёдоров Алексей Владимирович       | «Единая Россия»                    | 6019                               | 49,73 %                            | 52,73 %                     | 7,36 %                      | 13,50 %                     | 18,14 %                     |
| 19                                 | Шматов Юрий Анисимович             | Самовыдвижение                     | 4566                               | 41,40 %                            | 51,68 %                     | 10,71 %                     | 16,20 %                     | 11,63 %                     |
| 20                                 | Кострица Леонид Ефимович           | «Единая Россия»                    | 5588                               | 45,67 %                            | 53,76 %                     | 9,64 %                      | 14,95 %                     | 13,15 %                     |
| 21                                 | Христофоров Александр Николаевич   | «ЛДПР»                             | 2713                               | 26,82 %                            | 41,18 %                     | 16,43 %                     | 18,11 %                     | 16,54 %                     |
| 22                                 | Мурашкин Михаил Федорович          | «Единая Россия»                    | 4575                               | 49,34 %                            | 45,80 %                     | 8,12 %                      | 18,72 %                     | 18,74 %                     |

На выборах в Псковское областное Собрание четвёртого созыва по 18 одномандатным округам победу одержали представители Всероссийской политической партии «Единая Россия», по одному округу у «Справедливой России» и СПС, в одном округе победил кандидат-самовыдвиженец.
23 марта 2007 года на первой сессии четвёртого созыва председателем был избран Борис Геннадьевич Полозов. За его кандидатуру проголосовал 41 из 43 присутствующих на сессии депутатов. На второй сессии были зарегистрированы четыре депутатские группы — «Единая Россия» (28 человек), КПРФ (5 человек), «Справедливая Россия» (5 человек) и ЛДПР (3 человека). Трое депутатов-одномандатников не вошли ни в одну из фракций: Анатолий Тиханов (СПС), Игорь Савицкий («Единая Россия») и самовыдвиженец Юрий Шматов.